# Janez Krstnik Dolnitscher
Janez Krstnik Dolnitscher plemeniti Thalberg, ljubljanski župan v 17. stoletju, * 1626, Ljubljana, 24. oktober 1692. 
Dolnitscher (Dolničar) je bil župan Ljubljane v letih 1672, 1673, 1674 in 1675, 1679, 1680, 1681 in od leta 1692 do smrti.